# Max Oscheit
Max Oscheit (Berlijn, 22 maart 1880 – aldaar, 10 februari 1923) was een Duits componist en violist.

## Levensloop
Oscheit heeft het hele leven in Berlijn gewoond. Aldaar was hij werkzaam als violist in verschillende amusementsorkesten. Alhoewel hij slechts 42 jaar oud werd heeft hij een groot aantal werken voor verschillende genres geschreven. De meest bekende composities zijn Im Zigeunerlager, die mars heeft ook het Nederlands Promenade Orkest onder leiding van Gijsbert Nieuwland op langspeelplaat opgenomen, en de Picador-Marsch.

## Composities

### Werken voor orkest
- 1904 Im Zigeunerlager, mars, op. 40
- 1909 Meine Sonne, parafrase over het bekende Napels lied "O sole mio" van Eduardo di Capua
- 1912 Picador-Marsch, op. 172
- 1913 Paraphrase über zwei Rosenlieder von Philipp zu Eulenburg, voor orkest, op. 209 
  1. Aus des Nachbars Haus
  2. Bei dem Waldessaum im Wiesenhang
- 1919 Wüstenzug, intermezzo, op. 218
- 1919 Husaren-Attacke, mars, op. 231
- 1923 Jonny, shimmy-intermezzo, op. 314
- Biwakstreiche
- Carmen-Marsch, op. 80
- Fest im Sattel
- Ich hatt' dich so lieb, langzame wals
- Manöverleben
- Masuren Marsch

### Werken voor harmonieorkest
- 1904 Im Zigeunerlager, mars, op. 40[1]
- 1909 Meine Sonne, parafrase over het bekende Napels lied "O sole mio" van Eduardo di Capua voor flügelhorn solo en harmonieorkest
- 1912 Picador Marsch, op. 172
- 1919 Husaren-Attacke, mars, op. 231
- 1922 Bravour-Marsch, op. 315
- Banditen, mars
- Beduinen-Marsch
- Biwakstreiche
- Bummelmarsch
- Drum Schtick, voor percussie (kleine trom, vibrafoon, xylofoon) solo en harmonieorkest
- Fakir, mars, op. 259
- Fest im Sattel, mars
- Germanenmarsch
- Ich hatt' dich so lieb, voor flügelhorn solo en harmonieorkest
- Im Gardeschritt, mars, op. 83
- Im grünen Wald, dort wo die Drossel singt
- Manöverleben
- Masuren Marsch
- Nachtvögel, polka
- Nußknacker-Parade
- Olympia, ouverture
- Osmanen Marsch
- Reitermarsch und Jumbo
- Ruhmesklänge, mars
- Siegesflaggen
- Spielmann's Abschied
- Toto Marsch

### Werken voor koor
- Im grünen Wald, dort wo die Drossel singt, voor vierstemmig mannenkoor

### Liederen
- 1920 Ich hatt' dich so lieb, voor zangstem en piano, op. 270
- Heut' um dreiviertel acht hab' ich ein Rendezvous, voor zangstem en piano
- Ich kann es nicht vergessen, voor zangstem en piano, op. 35 - tekst: Heinrich Heine uit "Nachgelesene Gedichte 1812-1827", no. 43
- Was sich neckt, das liebt sich, voor zangstem en piano

### Werken voor piano
- 1913 Paraphrase über zwei Rosenlieder von Philipp zu Eulenburg, voor piano, op. 209 
  1. Aus des Nachbars Haus
  2. Bei dem Waldessaum im Wiesenhang
- 1922 Bravour-Marsch, op. 315
- Ach, wir bleiben ledig
- Am Goldfischteich
- Banditen-Marsch
- Beduinen-Marsch
- Bummelmarsch
- Der erste Flieder
- Die Mühle von Sanssouci
- Dolchtanz
- Ein Küßchen in Ehren
- Friede auf Erden, kerstselectie, op. 174
- Gauklerspiele
- Germanenmarsch
- Gnomentanz
- Haremsliebe
- Harlekin
- Im Zigeunerlager, mars, op. 40
- Ja, Man lebt nur einmal!
- Liebelei
- Liebesmärchen
- Mit Leyer und Schwert, mars
- Nußknacker-Parade, voor piano vierhandig
- Olympia, ouverture
- Rita
- Schiras
- Siegesflaggen
- Sonja, op. 264
- Zigeunerlist

### Werken voor accordeon
- Im Zigeunerlager, mars, op. 40
- Fest im Sattel, mars, op. 183

### Werken voor bandoneon
- Husaren-Attacke, mars, op. 231
- Meine Sonne, parafrase over het bekende Napels lied "O sole mio" van Eduardo di Capua

### Werken voor mandoline
- Carmen Marsch, voor mandolinenorkest, op. 80
- Die Mühle von Sanssouci, voor mandolinekwartet
- Nußknacker-Parade, voor mandolinekwartet
- Sonja, voor mandolinenorkest, op. 264

## Media
1. ↑  Im Zigeunerlager door de Musikkapelle Wallgau. Gearchiveerd op 16 juli 2024.

- Bibliothèque nationale de France: cb13806954t (data)
- Gemeinsame Normdatei: 134477863
- International Standard Name Identifier: 0000 0004 5952 5821
- Nationale Bibliotheek van Letland: 000239112
- MusicBrainz: 99d4a9c2-7e4d-4eb3-a835-07e4ba92922a
- Nationale Bibliotheek van Tsjechië: mzk2010612034
- Nationale Bibliotheek van Polen: a0000003774037
- Nederlandse Thesaurus van Auteursnamen: 314656871
- Istituto Centrale per il Catalogo Unico: LO1V479856
- Virtual International Authority File: 160362667
- WorldCat: E39PBJpJh4CVBqcVqFFvV9RdwC